# Хромаффинная клетка
Хромаффинная клетка (синонимы: клетка феохромная, феохромоцит) — нейроэндокринная клетка мозгового вещества надпочечников и параганглиев. Эмбриональным источником хромаффинных клеток служит ганглиозная пластинка. Название происходит от слов «хром» и лат. affinus (родственный): клетки становятся видны при окрашивании тканей солями хрома. Термин был впервые использован Альфредом Коном (Alfred Kohn) на рубеже XIX и XX веков.
Хромаффинные клетки мозгового вещества надпочечников иннервируются чревным нервом и выделяют гормон адреналин, нейромедиаторы норадреналин и энкефалин в кровоток. Это обуславливает их ключевую роль в реакции «бей или беги». Каждая клетка содержит около 30000 хромаффинных гранул, заполненных гормонами.
При выращивании хромаффинных клеток в культуре у них появляются аксоноподобные отростки, что свидетельствует об их близком родстве с нейронами.